# República Soviética do Mar Negro e Kuban

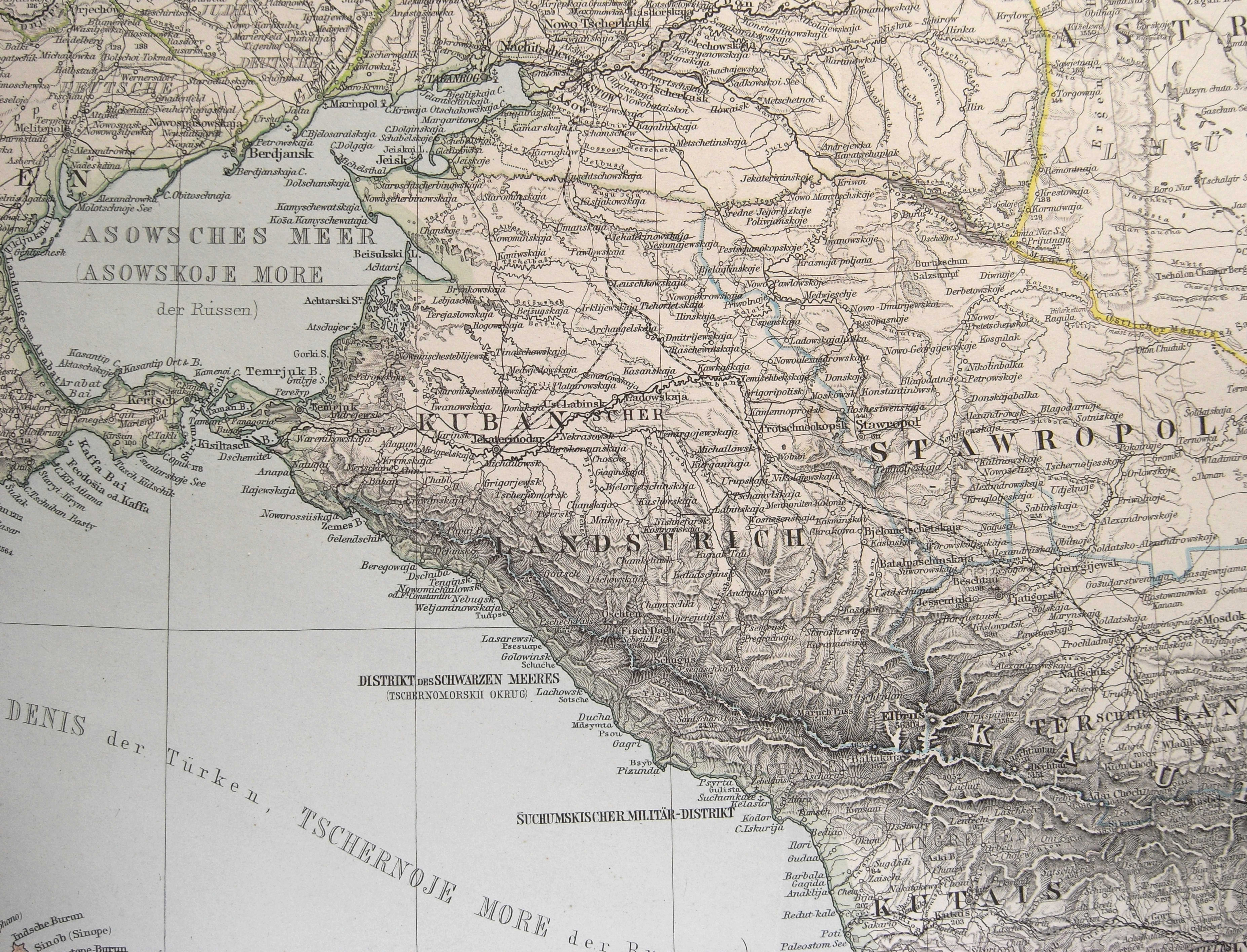
Mapa do distrito de Kuban na Rússia (Stielers Handatlas, folha 49, 1892)

República Soviética do Mar Negro e Kuban (em russo:Кубано-Черноморская Советская Республика)foi uma república soviética surgida com a fusão da República Soviética do Kuban e da República Soviética do Mar Negro,durante a guerra civil russa.em 6 de julho de 1918,pouco mais de um mês após ter sido criada, a República Soviética do Mar Negro e Kuban se fundiu com as repúblicas soviéticas do Terék e de Stavropol para formar a República Soviética do Cáucaso do Norte.